# Eugene Forde
Eugene Forde (8 noiembrie 1898 –  27 februarie 1986) a fost un regizor de film american.

## Filmografie selectivă
- Charlie Chan's Courage (1934)
- Charlie Chan in London (1935)
- The Great Hotel Murder (1935)
- Your Uncle Dudley (1935)
- The Lady Escapes (1937)
- Step Lively, Jeeves! (1937)
- Charlie Chan on Broadway (1937)
- Charlie Chan at Monte Carlo (1938)
- International Settlement (1938)
- Inspector Hornleigh (1939)
- Charlie Chan's Murder Cruise (1940)
- Dressed to Kill (1941)
- Sleepers West (1941)
- Berlin Correspondent (1942)
- Backlash (1947)

## Legături externe
Eugene Forde la Internet Movie Database 